# Philippines aux Jeux olympiques d'hiver de 1972
Cet article contient des informations sur la participation et les résultats des Philippines aux Jeux olympiques d'hiver de 1972, qui ont eu lieu à Sapporo au Japon. Il s'agit de la première participation de ce pays aux Jeux olympiques d'hiver qui reviendra ensuite que 16 ans plus tard aux Jeux de Calgary. 

## Résultats

### Ski alpin

#### Hommes
| Athlète       | Épreuve      | Manche 1      | Manche 1 | Manche 2        | Manche 2 | Total           | Total |
| Athlète       | Épreuve      | Temps         | Rang     | Temps           | Rang     | Temps           | Rang  |
| ------------- | ------------ | ------------- | -------- | --------------- | -------- | --------------- | ----- |
| Juan Cipriano | Slalom géant | Inconnu       | 51       | N'a pas terminé | –        | N'a pas terminé | –     |
| Ben Nanasca   | Slalom géant | 1 min 54 s 59 | 48       | 2 min 11 s 61   | 46       | 4 min 06 s 20   | 42    |

#### Slalom hommes
| Athlète       | Classification  | Classification | Finale          | Finale | Finale          | Finale | Finale          | Finale |
| Athlète       | Temps           | Rang           | Temps Manche 1  | Rang   | Temps Manche 2  | Rang   | Total           | Rang   |
| ------------- | --------------- | -------------- | --------------- | ------ | --------------- | ------ | --------------- | ------ |
| Juan Cipriano | N'a pas terminé | –              | N'a pas terminé | –      | –               | –      | N'a pas terminé | –      |
| Ben Nanasca   | 2 min 07 s 69   | 7              | Inconnu         | 43     | N'a pas terminé | –      | N'a pas terminé | –      |

## Référence
- (en) Cet article est partiellement ou en totalité issu de l’article de Wikipédia en anglais intitulé « Philippines at the 1972 Winter Olympics » (voir la liste des auteurs).